# Thomas Futterknecht
Thomas Futterknecht, född 24 december 1962, är en friidrottare från Österrike. Han deltog vid olympiska sommarspelen 1984.